# Park Kul'tury-Kol'cevaja
Park Kul'tury (in russo Парк культу́ры?) è una stazione della Linea Kol'cevaja, la linea circolare della Metropolitana di Mosca. È talvolta chiamata Park Kul'tury-Kol'cevaja per distinguerla dalla stazione con lo stesso nome sulla linea Sokol'ničeskaja. La prima sezione della linea Kol'cevaja fu aperta con una cerimonia di taglio del cordone in questa stazione, il 1º gennaio 1950.
Park Kul'tury è decorata con 26 bassorilievi circolari di S. M. Rabinovich che raffigurano le attività della gioventù sovietica come lo sport, i giochi, la musica e la danza. I piloni della stazione sono rivestiti di marmo grigio; l'architetto fu I. Ė. Rožin.
L'atrio di ingresso è un imponente edificio con una cupola di rame situato nell'angolo sud-occidentale di Komsomol'skij Prospekt e Anello dei giardini, appena a ovest della Moscova nel punto in cui il fiume è attraversato dal ponte Krymskij.

## Interscambi
Da questa stazione, i passeggeri possono effettuare il trasbordo verso Park Kul'tury sulla linea Sokol'ničeskaja. L'interscambio, tuttavia, è reso difficoltoso in quanto passa attraverso l'atrio. Sono in corso progetti per creare un passaggio riservato, per risparmiare ai passeggeri un percorso affollato e poco agevole.

## Curiosità
I tunnel vicini alla stazione figurano come uno dei luoghi in cui avvengono le vicende del film russo Metro del 2013.